# Война и мир
Вижте пояснителната страница за други значения на Война и мир.
„Война и мир“ е епически роман за руската история и общество, написан от Лев Толстой.
За пръв път е публикуван между 1865 и 1869 г. Романът разказва за Русия по времето на Наполеон. Оригиналното руско заглавие е „Война и миръ“. Сюжетът разкрива съдбата на 5 аристократични семейства в периода 1805 – 1813. Някои от героите са исторически лица.
Много критици смятат „Война и мир“ за нов етап в развитието на европейската литература. Днес никой не подлага на съмнение принадлежността на „Война и мир“ към жанра роман, но навремето дори самият Толстой е смятал, че неговият първи роман е по-късният „Ана Каренина“.
Първият превод на романа на български език е направен от Михаил Маджаров през 1889 – 1892 г.

## Герои и прототипи

### Ростови
- граф Иля Андреевич Ростов
- графиня Наталия Ростова – негова съпруга
- Вера Илинична – голямата дъщеря на Ростови
- граф Николай (Nicolas) Илич – големият син на Ростови. Прототип на Николай Ростов е бащата Николай Илич на Л. Н. Толстой
- Наталия Илинична (Natalie, Наташа) – малката дъщеря на Ростови. Смята се, че прототип на Наташа е снахата на Толстой Татяна Андреевна Берс, по мъж Кузминская. Вторият е съпругата на писателя София Андреевна, по рождение Берс
- граф Пьотр (Peter) Илич (Петя) – малкият син на Ростови
- Соня (Sophie) – племенница на граф Иля Ростов

### Безухови
- граф Кирил Владимирович Безухов
- Пьотр „Пиер“ Кирилович Безухов – негов син
- графиня Елен Безухова (Курагина) – първата жена на Пиер

### Болконски
- княз Николай Андреевич Болконски – старият княз, виден деец от екатерининската епоха. Прототип е дядото Л. Н. Толстой по майчина линия, представител на стария род Волконски
- княз Андрей Николаевич Болконски – син на стария княз. Няма очевиден прототип. Толстой настоявал, че героят е изцяло измислен. Сред возможните прототипи се посочва Н. А. Тучков, адютант на Ф. Тизенхаузен.
- княгиня Мария Николаевна (Marie) – дъщеря на стария княз, сестра на княз Андрей. Прототип може да е Мария Николаевна Волконска (по мъж Толстая), майка на Л. Н. Толстой
- Лиза – жена на княз Андрей Болконски
- младият княз Николай Андреевич Болконски – син на княз Андрей

### Курагини
- княз Василий Курагин
- Анатолий Василиевич Курагин – син на Василий Курагин
- Ипполит Василиевич Курагин – син на Василий Курагин
- Елен (Елена Василиевна) Курагина – дъщеря на Василий Курагин
- княгиня Алина Курагина – съпруга на княз Василий

### Други герои
- княгиня Анна Михайловна Друбецкая
- Борис Друбецкой – син на Княгиня Анна Михайловна Друбецкая
- Платон Каратаев – войник Апшеронския полк, среща Пиер Безухов в плен
- капитан Тушин – капитан от артилерийския корпус, отличил се по време на Шенграбенското сражение. Негов прототип е капитан Я. И. Судаков
- Долохов – в началото на романа – хусар, по-късно един от водачите на партизанското движение. Прототип – Иван Дорохов
- Василий Дмитриевич Денисов – приятел на Николай Ростов. Прототип – Денис Давидов
- Мария Дмитриевна Ахросимова – позната на семейство Ростови. Прототип – вдовицата на генерал-майор Офросимов Настасия Дмитриевна
- m-lle Bourienne – компаньонка на княгиня Мария Николаевна (Болконска)

## История на романа
Когато Лев Толстой пристъпва към написването на романа е в разцвета на своите духовни и творчески сили, около 35-годишен. На романа са отделени 7 години за написване – от 1863 до 1869. Отначало Толстой не е имал намерението да пише роман-епопея, замисълът е бил по-скромен. Той възнамерявал да напише повест, главният герой на която е трябвало да се върне от заточение. Неволно от настоящето авторът преминава в 1825 година, когато героят е възмъжал и оженен мъж. За да разбере това, той се връща към ранните години на мъжа, тоест през 1812 година. И така се пренася от минало в настояще. Авторът решава да върне не само един от героите си в годините, но и някои от останалите. Отначало романът се е наричал „Три времена“, след това „Всичко е хубаво“ и едва накрая „Война и мир“. В първите стадии на изграждането на творбата историческите лица като Кутузов, Наполеон, Александър и други са били епизодични. При осъществяването на замисъла на романа, Толстой чете много за историята на Русия.
Исторически факти:
- Отечествената война на Русия срещу Франция от 1812 година;
- Участието на Наполеон и Александър I като исторически фигури;
- Победата на Русия над Франция;

Духът на армията не е един и същ в Шенграбенското, Аустерлицкото и Бородинското сражение. Войната прераства в отечествена едва когато Наполеон навлиза в пределите на Русия – това решава и нейния изход. Кулминационният момент в действието на романа е Бородинското сражение.
Жанровата структура, която Толстой изгражда, е нещо ново в руската и световната литература. Дори самият автор се е затруднил да даде точно определение на новосъздадения от него жанр. Главната му цел е била да разкрие един от най-епичните моменти в историята на Русия. „Война и мир“ включва епопея, исторически роман и очерк на нравите. С това произведение той поставя началото на този нов вид жанр.

## Тема и сюжет
За тема на своя роман Толстой избира Отечествената война, на фона на която той разкрива живота на нацията, като включва герои от три поколения. Романът е изграден на пръв поглед на две тематични линии. Те са се отразили и в заглавието – война и мир. Всяка от тях си има своя проблематика и свои герои. Има и второстепенни сюжетни линии – съдбите на отделните герои.
Действието на романа се развива в течение на 15 години. Започва през юли 1805 и завършва в 1820 година, като преминава през Аустерлицкото сражение, опожаряването на Москва, разгрома на великата армия на Наполеон. Развива се на различни места и сфери. В романа са разкрити най-важните страни на обществено-политическия, духовния, семейно-битовия живот на нацията. Пред нас се редят една след друга картини от селския и помешчически бит, от живота на висшето общество.
Широтата на жизнения обхват във „Война и мир“ позволява да се говори за „художествена система от теми“, т.е. за няколко тематични кръга, включени в идейната и художествената структура на произведението. Трите тематични центъра на романа-епопея са темата за народа, за дворянската общественост и за личния живот на човека. Всяка тема е не просто единична тема, а обобщаващ принцип, който се разкрива чрез множеството конкретни тематични детайли.
Обичта на автора към „народната мисъл“ се открива в оценката на историческите събития, в които решителна роля играят народните маси. Към разработването на темата за дворянското общество Толстой пристъпва не от дворянски а от народни позиции. В зависимост от връзките на дворянството с народа се мени и отношението към него. Темата за личния живот на човека е разработена предимно чрез тримата главни герои – Андрей Болконски, Пиер Безухов и Наташа Ростова. Тази тема е по-сложна и по-философски реализирана. В периода, когато Толстой пише „Война и мир“ въпросите за живота на човека и неговите права са го вълнували дълбоко. Той стига до извода, че човек сам за себе си може да бъде Наполеон. Ако той е безсилен пред лицето на историята – то той е всесилен при определяне на своя личен живот. От тази философска система Толстой излиза при реализирането на жизнения и духовен път на своите герои.
Не Наполеон и Александър I определят хода на историческите събития, а капитан Тушин, капитан Тимохин, Денисов, както и всички онези селяни, превърнати във войници – бранители на своето отечество. Не е трудно да се види, че темата за народа, за неговия героизъм и патриотизъм, за неговата историческа мисия и съдба е разработена от Толстой в един по-широк план и не откъм социалната, а от националната ѝ страна. В романа-епопея под „народ“ се разбира цялата нация. Във „Война и мир“ Толстой отразява живота в неговото естествено развитие. Времето на героите съвпада с историческото. Въпреки пролятата кръв, мъката и сълзите, „Война и мир“ е жизнеутвърждаващо произведение. Навсякъде в него се чувства радостта от живота, неговата красота.

## Характеристика на героите

### Василий Курагин
Представител на новата аристокрация, която е групирана около двора на Александър I. Той е гъвкав, алчен, пресметлив и кариеристичен сановник, който не се спира пред нищо при осъществяването на своята цел. Неговият морал – морал на хищника, който умее да оплете жертвата си или се възползва от нея. Такъв е случая с Пиер Безухов, когото оженва за дъщеря си Елен. Не по-добри от него са синовете му Иполит и Анатолий. Тяхната сестра – красавицата Елен ги надминава. Тя сводничи на своя брат Анатол при отвличането на Наташа. Върху семейство Курагини най-пълно се е отразила душевната празнота и нравствената деградация на светското общество.

### Анатол Курагин
Представен като повърхностен, глурав, самодоволен и самоуверен, но отличен с всички външни белези на красотата, той се отдава на хедонистичен живот изпълнен със забавления и жени без да държи сметка за последствията. Несериозният Анатол Курагин подържа двусмислена връзка със своята сестра Елена Курагина и е женен за полско момиче, но го крие и живее ергенски живот в Русия, влюбва се в младата красавица Наташа Ростова, която му отвръща със същото. В името на любовта към Анатол, Наташа отказва да се омъжи за годеника си Андрей Болконски.

### Андрей Болконски
Тръгва от неудовлетворението от себе си и от своя живот. Тръгва от крайния индивидуализъм и от идеята за величие, за да стигне до сближаването на народа и вярата в любовта и живота. Неговият трезв и критичен ум не може да понася аристократическата суета и глупост – той се стреми към по-голям простор, към творческа изява и Наполеоновска слава. С тази цел заминава на фронта. Войната му разкрива нови истини. Той разбира, че истинската храброст няма нищо общо с външната слава и величие, към които той се е стремил. Това е първата крачка за сближаване с народа. Важен събитиен момент е неговото развитие като герой при сражението в Аустерлиц, когато князът е ранен. Вторият съдбовен момент е смъртта на неговата жена, която довежда до душевната депресия в героя. Третият важен момент е срещата му с Наташа. Тя го връща към живота. Изневярата на Наташа с Анатол Курагин и опитът ѝ да избяга с него, поразяват княз Андрей. Изчезват радостта и безкрайните светли хоризонти. В героя настъпва отново душевна депресия. Едва в края на живота, когато Наташа се грижи за него князът разбира последната истина, че без любовта му към нея няма щастие и без връзката с народа няма постижения и успехи. Образът на княз Андрей е сложен и противоричив. В него има нещо демонично, силно безкомпромисно и в същото време нещо трагично, което идва от неудовлетворената му жажда за любов.

### Пиер Безухов
Представен като незаконен син на виден и богат велможа от времето на Екатерина II. Той се учи и възпитава на Запад, където възприема идеите на френската революция. Оттук идва свободолюбието и стремежът да се сближава с народа. Той е откъснат от живота и от проблемите на своята родина. След пристигането си в Русия Пиер се движи безцелно сред аристократичния свят, прахосва си времето, води разгулен живот и става съпруг на красавицата Елен, която след това му причинява разочарование. Особено значение за осъзнаване на безсмислието на живота има дуелът, в който Пиер участва срещу Долохов. Дуелът е безсмислен, защото е породен от развратната му жена. Пленничеството на Пиер във френския лагер му разкрива целта на живота – живот с щастие. Вътрешното развитие на образа е изградено върху борбата между духовното и чувственото начало.

### Наташа Ростова
Съкровената мечта на автора. Тя вдъхва живот в умиращия княз Андрей, а по-късно прави щастлив и Пиер. Тя умее да живее не само за себе си, но и за всички. Бори се за щастието си и олицетворение на живота. В романа образът на Наташа е критерий за оценка на останалите образи. В Наташа всяка постъпка е продиктувана от сърцето.

### Мария Болконска
Най-скъпият образ на автора. При неговото изграждане авторът е използвал някои черти на майка си.

### Николай Ростов
Не е човек на дълбоките и възвишени размисли – той е човек на дълга. Той е единственият от героите, при който са застъпени връзките му с народа, със селяните.

### Наполеон и Кутузов
Намират най-пълен и завършен израз в историческите събития. Толстой развенчава мнимото величие на генералите. Кутузов прилага тактика на търпение, изчакване на историческия момент, който ще наложи поврат във войната. По този начин той запазва физическите и нравстените сили на армията за решителното сражение. Кутузов е хуманист по душа. Слива се с масите и добре разбира тяхната роля в историята. Наполеон изпъква със своя краен индивидуализъм и със стремежа си да диктува историята. Наполеон мрази хората, не жали войниците и е жесток към тях. Манията за величие в него е силно изразена.

### Платон Каратаев
Военнопленник. Той е представител на патриархалното селячество и неговата идеология. Каратаев се е отдал изцяло на бога и свежда всичко до божията воля.

### Тихонщербати и Василиса
Активни и решителни представители на народа, непримирими и безпощадни участници в народната война, които в много отношения противостоят на Каратаев.